# 4つの小品 (ブラームス)
『4つの小品』（よっつのしょうひん、ドイツ語: Vier Klavierstücke）作品119は、ヨハネス・ブラームスが1893年に作曲した、ピアノ独奏のための性格的小品集。ブラームスが作曲した最後のピアノ独奏作品であり、また生前に出版された最後の曲集となった（ただし1893年には、作品番号なしの『ピアノのための51の練習曲』（ドイツ語: 51 Übungen für Klavier）も出版されている）。
- 原語曲名：Vier Klavierstücke（ドイツ語）
- 演奏時間：第1曲約5分、第2曲約5分、第3曲約2分、第4曲約5分。
- 作曲時期：1893年にブラームスが上部オーストリアはバート＝イシュルで過ごした夏の休暇中に完成した。出版は同年12月[1]。
- 初演：一部のみ1894年1月22日、全曲初演は同年3月7日。ロンドンにてイローナ・アイベンシュッツ（英語版、ドイツ語版）のピアノによる[2]。同時に作品118も初演されている。

## 作曲の背景
ブラームス最晩年のピアノ曲は、1892年から1893年にかけて4つの曲集として出版された。すなわち、『（7つの）幻想曲集』（Fantasien）作品116、『3つの間奏曲』（Drei Intermezzi）作品117、『（6つの）小品』（[Sechs] Klavierstücke）作品118、そして『4つの小品』（[Vier] Klavierstücke）作品119である。これら4つの曲集に収められた曲は、それぞれ奇想曲（カプリッチョ）、間奏曲（インテルメッツォ）、バラード、ロマンス、狂詩曲（ラプソディ）と名付けられている。作品119は、第1曲 間奏曲 ロ短調、第2曲 間奏曲 ホ短調、第3曲 間奏曲 ハ長調、第4曲 ラプソディ 変ホ長調の4曲から構成される。ただしブラームスがラプソディ ロ短調、作品79-1を当初は「カプリッチョ」と呼ぶつもりであったことからすると、ブラームスの用語法はかなり緩いものだった可能性が高い。一方、ブラームスが「間奏曲」と呼んでいる場合は、カプリッチョ的でも情熱的でもないような、穏やかな曲想の作品に包括的に使われていると見て差し支えない。
なお、確かにブラームスはこれらの小品に詩的な曲名を付けていないが、だからといってブラームスが、同時代のロマン派音楽の一つの特徴といえる標題音楽的な発想をもっていなかったというわけではない。例えば『エドワード・バラード』作品10-1（1854年）は、スコットランドのバラッドに着想されており、旋律の中にバラッドの韻律、とくに、「エドワード、エドワードよ」（"…Edward, Edward?"）という部分が折り込まれていることが聞き取れる。
ブラームスが曲集に編んだこれら20の性格的小品には、以前に作曲された楽曲が含まれている可能性もあり、確証があるわけではないが、例えばこの曲集の4曲目などのように、1892年以前に構想されていたものも含んでいるかもしれない。なお、年代の早いピアノ抒情的小曲の曲集が2集存在している。『8つのピアノ曲』（[8] Klavierstücke）作品76と、『2つのラプソディ』（Zwei Rhapsodien）作品79はであり、これらは1871年から1879年にかけて作曲され、それぞれ1879年と1880年に出版されている。

## 楽曲

### 第1曲 間奏曲 ロ短調
漠然とした「間奏曲」という題ではあるが、曲自体は詩的な雰囲気を帯びている。1893年5月付けクララ・シューマン宛ての書簡の中でブラームスは次のように語っている。

あなたがきっと喜んでくださると思い、あなたのためにピアノの小品を書こうとしていました。不協和音で渦巻いている曲です！……この小品はとても憂鬱で、「きわめてゆっくり演奏すること」というのは、決して控えめな表現ではありません。すべての小節、すべての音符がリタルダンドのように聞こえ、すべての音から憂鬱が吸い込まれるかのように、そして不協和音から官能的な悦びがおこるかのように聞こえなければなりません。

「憂鬱」や「官能的な悦び」といった表現は、さまようような冒頭部の和音が醸し出すシェーンベルク的な退廃的雰囲気をよく表している。事実、最初の3小節には明確な調性がみられない。例えば、最初の和音はホ短調の3和音にロ短調の7の和音を重ねたものと解釈しうる。第1小節から第16小節までのA部分は主音（トニック）が完全に回避されており、第55小節から第67小節のコーダになってようやく、深いあきらめの雰囲気をもってロ短調の終止が現れる。
切ない情念の表現は、即興的な緩やかさではなく、綿密に計算された音配置によって実現されている。多声的なテクスチュアのために声部ごとに細かくアーティキュレーションが指示され、演奏者には多くの配慮が要求されている。
曲の中間部（17から46小節）では、より暖かい響きをもつニ長調が、より協和的な和音をともなって現れ、多声的なテクスチュアも薄れ、ゆったりとしたワルツのリズムになる。上声には冒頭部の動機が現れている(第1小節と第17小節を比較)。
この曲の中でブラームスは、アーティキュレーションや声部のラインの微妙な変化によって雰囲気を自在に操っている。例えば、中間部のはじめにあたる第17から20小節が楽しく軽快なリズムをもつのに対して、これの繰り返しに相当する第31から34小節では、中声部に直前のフレーズ（第29、30小節）を想起させる半音階的な声部を足すことで一回目の楽しげな雰囲気が「くずされて」おり、39小節のクライマックスにおかれた内在的なエクスタシーを予感させている。左手のワルツのリズムも、レガートが取り払われることで、一度目よりも落ち着かない雰囲気を作り出している。いくらか退廃的にシンコペーションする上声だけが一回目のアーティキュレーションを保っているのである。

### 第2曲 間奏曲 ホ短調
このホ短調の間奏曲は「単一テーマ形式」といってもよいほど1つのテーマが繰り返される構成となっているが、このテーマは登場の度に同じテーマとは思えないほど異なる風に現れている。またブラームスの好んだ微妙なリズム変化が多用される。例えばこの曲の冒頭では、4分の3拍子が第2小節のスフォルツァンドとソステヌートによって崩され、続く第3小節で「修正」がほのめかされるが、第4小節で再び第3拍に主題の繰り返しが現れて、拍子はさらに揺さぶられる。第5小節の弱いロ短調の6の和音はもはや強拍と感知できなくなる。そして続く変ニ音のシンコペーションをもった連打は完全に本来の3拍子の感覚を崩してしまう。このようなリズム変化によって不安感や動揺、何かを求める雰囲気が醸し出されている。

### 第3曲 間奏曲 ハ長調
ハ長調の間奏曲の清新さは、中声部に旋律が提示されているために弱められ、よりまるく柔らかな色調を与えられている。ここでもリズム操作によって優雅な遊び心がほの見える。例えば第1拍と第4拍の二分割や、第1小節目の低声の強いハ音が疑いなく強拍であるかのように感じさせた直後に、これを裏切って右手の旋律が4つ目の8分音符に強拍があるかのように感じさせている。
主題のフレーズは12小節の長さをもち、6つずつに分割できる。最初の6小節は、2つの3小節のかたまりとして聞こえるが、次の6小節はむしろ3つの2小節のかたまりとして聞こえる。すなわち、2つ目の6小節はおおきなヘミオラとして機能しているととらえうる。
中間部はリズム遊びからはなれ、2つの8小節フレーズがエネルギッシュに12小節フレーズを「正そう」とする。
第41小節になめらかなレガートを伴って冒頭部がふたたび現れるが、折り込まれたヘミオラが焦燥感をあたえ、2小節間の終わりに突然にアルペジオが爆発するために、主題はほとんど繰り返しとしては聞こえなくなってしまう。

### 第4曲 ラプソディ 変ホ長調
変ホ長調で始まり、変ホ短調で終わるラプソディ。先述したように着想はもっと早い時期に行われていたらしく、分厚い和音など曲集の中で印象がかなり異なる。
リズムには他の曲と同様に技巧が凝らされる。冒頭から60小節間は5小節フレーズが維持される。アクセントの振り方などから、この5小節フレーズは、4分の2拍子5回というよりも、4分の2拍子2回と4分の3拍子2回の組合わせとして書かれていると解釈できる。すなわち、第3小節目まではアクセントの振られた四分音符1つアクセントなしの八分音符2つの組合わせだが、第4小節目の1拍目にはアクセントなしの八分音符2つがおかれ、強拍は2拍目のアクセント付きの四分音符にシフトするのである。
第93小節から始まる第2主題は優雅な雰囲気をたたえた8小節フレーズで、細かくは3小節、2小節、3小節に分割することができ、「リュート」的なアルペジオを伴って、じらすような効果を与えている。